# 무 (천간)
무(戊)는 천간의 다섯째이다. 오행에서는 토(土)에 속하며, 음양에서는 양(陽)에 해당한다.

## 무를 포함한 간지
- 무진
- 무인
- 무자
- 무술
- 무신
- 무오

## 같이 보기
- 천간